# Minnesota Wild
Die Minnesota Wild (IPA: [mɪnɨˈsoʊtə waɪld]) sind ein US-amerikanisches Eishockeyfranchise der National Hockey League aus Saint Paul im Bundesstaat Minnesota. Es wurde am 25. Juni 1997 gegründet und nahm zum Beginn der Saison 2000/01 den Spielbetrieb auf. Die Teamfarben sind Waldgrün, Rot, Gold, Weizengelb und Weiß.
Die Wild tragen ihre Heimspiele im Xcel Energy Center aus und sind eines der jüngsten der insgesamt 32 NHL-Teams. Nachdem bereits von 1967 bis 1993 mit den Minnesota North Stars ein NHL-Franchise in der Stadt beheimatet war, kehrte die Liga nach einer siebenjährigen Abstinenz im Jahr 2000 in die Stadt zurück. Der Gewinn des prestigeträchtigen Stanley Cup blieb dem Team bisher verwehrt. Minnesota ist aktuell eines von fünf Franchises, das zudem noch nie in der Finalserie stand.

## Geschichte

### Einrichtung des neuen Franchises (1997 bis 2000)
Im Juni 1997 gab die National Hockey League bekannt, dass ein neues Franchise in Minnesota errichtet werden soll, das zu Beginn der Saison 2000/01 bereits in der NHL spielen sollte. Ein halbes Jahr später im Januar 1998 wurde verkündet, dass das Team den Namen Minnesota Wild tragen würde und in Saint Paul beheimatet sei. Zuvor waren die Minnesota North Stars in der Nachbarstadt Minneapolis beheimatet gewesen, hatten den Staat aber 1993 in Richtung Dallas verlassen.
In den folgenden zwei Jahren wurden das finanzielle und das sportliche Management aufgebaut. Am 1. Mai 2000 wurde das Team offiziell in die NHL aufgenommen. Vier Tage später nahm es mit Steve Aronson den ersten Spieler unter Vertrag. Jacques Lemaire erhält den Posten als Cheftrainer und die Cleveland Lumberjacks aus der International Hockey League wurden das Farmteam der Wild. Außerdem wurden mit Manny Fernandez, Neffe von Trainer Lemaire, und Jamie McLennan zwei erfahrene Torhüter verpflichtet. Den Großteil des Kaders füllte das Team durch Spieler, die es im NHL Expansion Draft 2000 ausgewählt hatte, und am Tag darauf verpflichtete es im NHL Entry Draft 2000 das europäische Talent Marián Gáborík an dritter Gesamtposition in der ersten Runde.

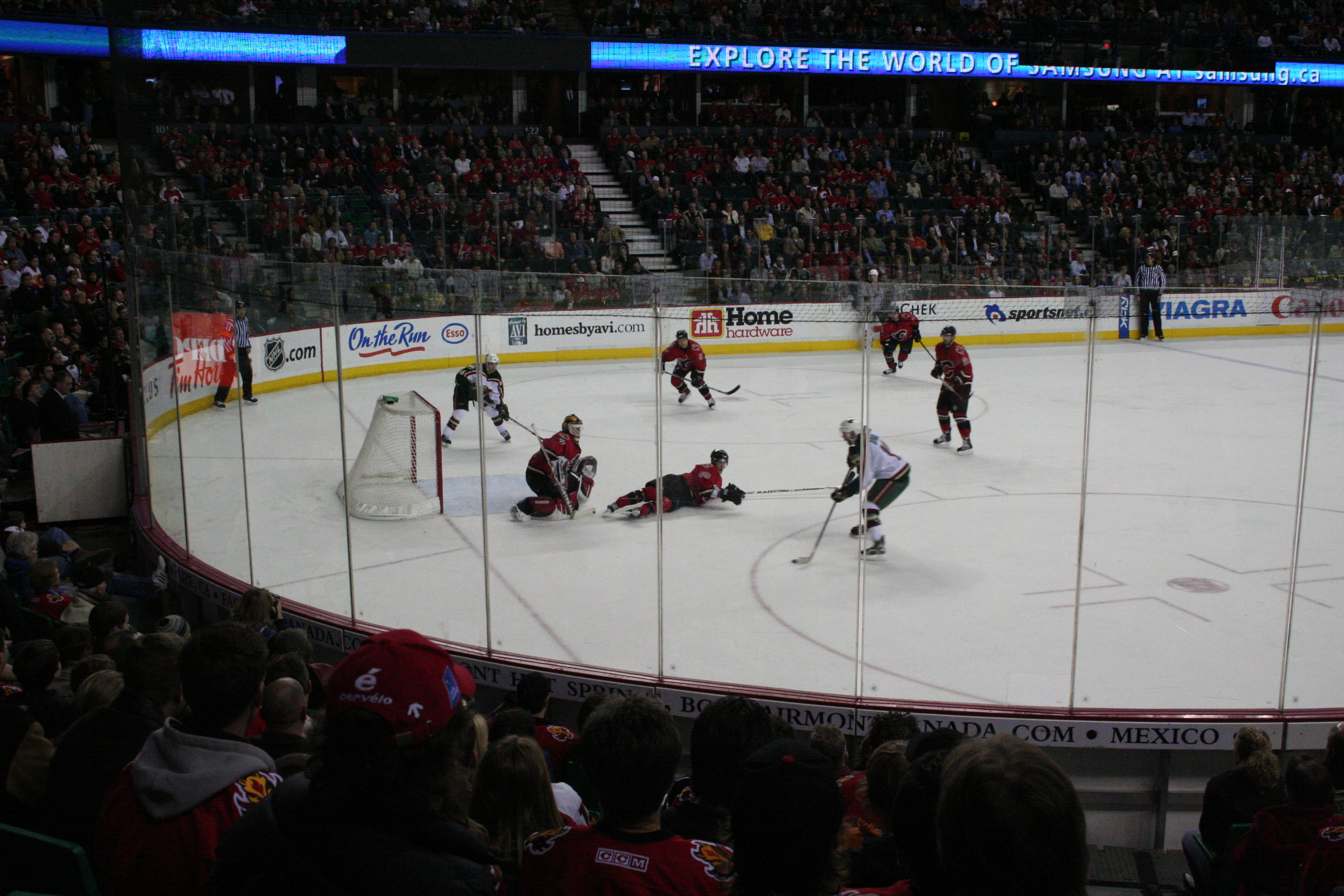
Die Wild beim Auswärtsspiel gegen die Calgary Flames

### Einstieg in die NHL (2000 bis 2002)
Am 6. Oktober 2000 starten die Wild in ihre erste Saison. Im ersten Spiel unterlagen sie den Mighty Ducks of Anaheim mit 1:3. Gaborik schoss das einzige Tor für das Expansion Team. Ein besonderes Spiel war die Begegnung zwischen den Wild und den Dallas Stars in St. Paul. Die Dallas Stars spielten bis 1993 unter dem Namen Minnesota North Stars und waren der Nachfolger des Teams, das den Staat verlassen hatte. Die Wild konnten in der Partie einen 6:0-Sieg feiern. Die Saison beendeten die Wild auf dem vorletzten Platz der Western Conference mit 25 Siegen in 82 Spielen.
Im NHL Entry Draft 2001 wählten sie im Juni Mikko Koivu, den jüngeren Bruder von Montréals Saku Koivu, in der ersten Runde aus. Mit Dwayne Roloson wurde ein neuer Torhüter verpflichtet, der fortan das Torhütergespann mit Manny Fernandez bilden sollte. In die Saison 2001/02 starteten die Wild sehr gut und gaben nur einen Punkt in den ersten sieben Spielen ab, doch das noch junge Team konnte dieses Level nicht halten und endete auf dem drittletzten Platz der Conference. Marián Gáborík traf insgesamt 30 Mal in der Saison und deutete damit an, dass seine Wahl im Draft die richtige war.

Das alternative Logo der Wild

### Erste Erfolge und Etablierung in der Western Conference (2002 bis 2009)
Die Saison 2002/03 sollte einen ersten Höhepunkt in der Geschichte des Teams darstellen. Gáborík wiederholte seine 30 Tore vom Vorjahr und wurde als erster Spieler der Wild zum NHL All-Star Game eingeladen. Hinzu kam, dass das Team am Ende der regulären Saison auf Platz sechs der Western Conference lag und somit erstmals für die Playoffs qualifiziert war. In der ersten Runde trafen sie auf die favorisierte Colorado Avalanche. Nach vier Spielen führte Colorado in der Serie mit 3–1-Siegen und musste im eigenen Stadion nur noch einen Sieg schaffen. Doch Minnesota kämpfte sich zurück und gewann die nächsten drei Spiele und damit auch die Serie mit 4–3. Die zweite Runde bestritten sie gegen die Vancouver Canucks, die sie in sieben Partien knapp besiegten und erreichten somit erstmals das Conference-Finale. Gegen die Mighty Ducks of Anaheim unterlagen sie bereits in vier Spielen. Den Minnesota Wild gelang nur ein Tor gegen die Ducks, bei denen Jean-Sébastien Giguère der beste Spieler der Serie war. Jacques Lemaire wurde nach der Saison als bester Trainer der NHL mit dem Jack Adams Award ausgezeichnet.
Zu Beginn der Saison 2003/04 weigerte sich Gáborík einen neuen Vertrag zu unterschreiben, da er mit den Konditionen nicht zufrieden war. Nachdem die Wild einen schlechten Start erwischten, brachte das Management Gáborík dann doch zur Vertragsunterschrift. Doch die Wild konnten nicht an die Erfolge des Vorjahrs anknüpfen. Am Ende stand das Team auf Platz zehn der Conference und hatte somit die Playoffs verpasst. Das NHL All-Star Game fand im Februar 2004 erstmals im Xcel Energy Center in St. Paul statt und mit Torhüter Dwayne Roloson und Verteidiger Filip Kuba standen zwei Spieler der Wild im Kader des Teams der Western Conference.

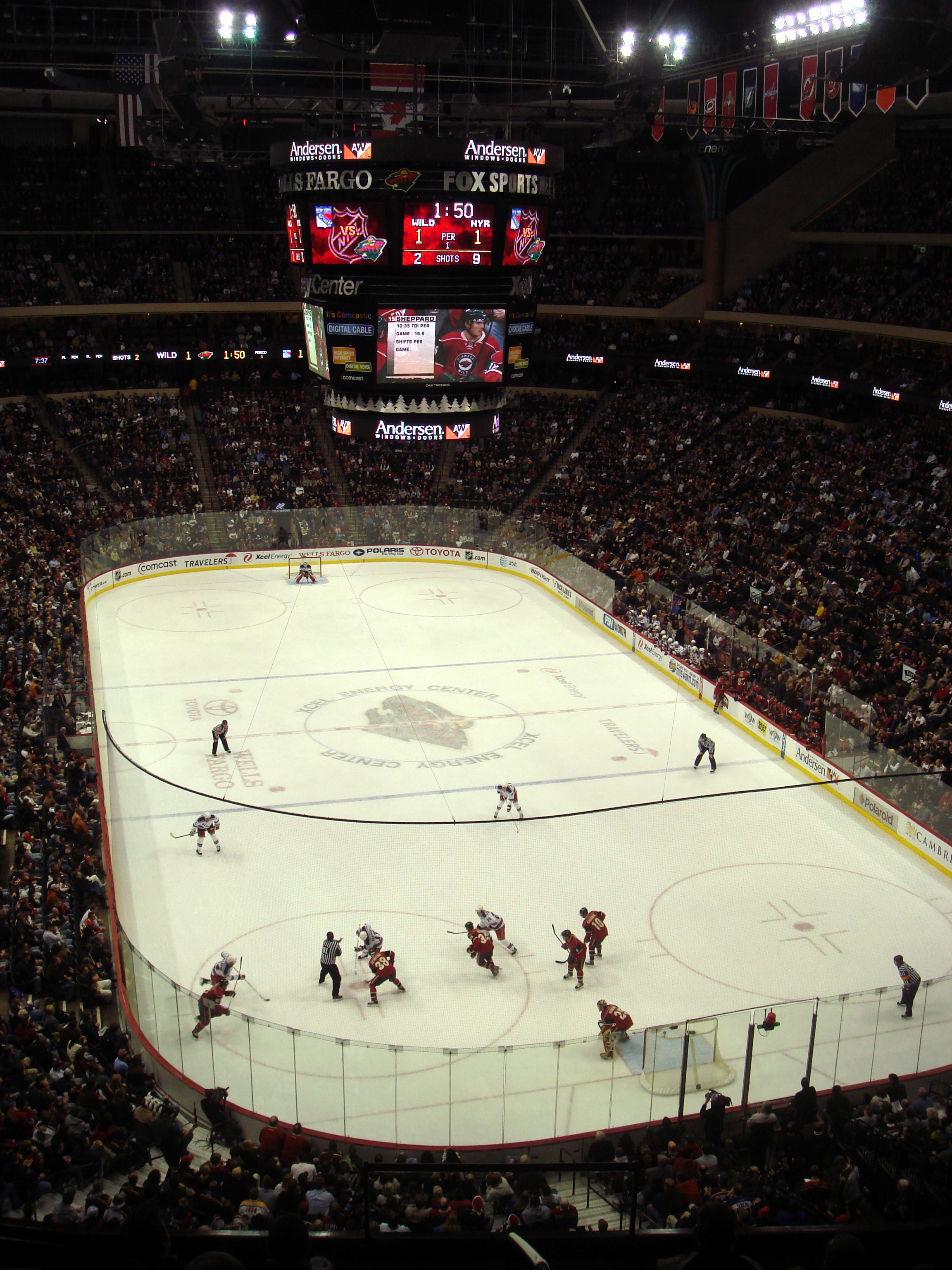
Innenansicht des Xcel Energy Center

Vor der Saison 2004/05 verhandelten Spieler, Teams und die Liga über ein neues Collective Bargaining Agreement, eine Art Tarifvertrag, allerdings konnte keine schnelle Einigung getroffen werden. Im September 2004 begann der Lockout, die Spieler wurden von ihren Teams ausgesperrt und gingen zum größten Teil nach Europa, um dort die Saison zu bestreiten. Im Februar 2005 kam die endgültige Absage der Saison. Ein neues Abkommen zwischen den drei Parteien wurde erst im Juli 2005 getroffen.
Die Saison 2005/06 konnte wie geplant gestartet werden. Minnesota hatte weiterhin einen Kader mit jungen Spielern, aber konnte sich nicht sonderlich verbessern. Zum Saisonende wurde der elfte Platz in der Conference belegt und die Qualifikation für die Endrunde verfehlt. Marián Gáborík wies mit 38 Toren und insgesamt 66 Scorerpunkten die zweitbeste Bilanz des Teams auf, obwohl er nur 65 Spiele bestritten hatte. Während der Saison wurde Torhüter Roloson zu den Edmonton Oilers transferiert und die Wild erhielten dafür einen Erstrunden-Draftpick und wählten damit Trevor Lewis aus, den das Franchise noch während des NHL Entry Draft 2006 zu den Los Angeles Kings transferierte und im Austausch den erfahrenen Stürmer Pavol Demitra erhielt. Weitere Neuverpflichtungen wurden mit den NHL-erfahrenen Kim Johnsson, Mark Parrish und Keith Carney getätigt, die alle zu den Leistungsträgern des Teams avancierten.
Die Wild erwischten einen guten Start in die Saison 2006/07. Zwischenzeitlich führten sie in ihrer Division und lagen sogar auf dem ersten Platz der gesamten NHL. Mit insgesamt 104 Zählern in der regulären Saison belegten die Wild den zweiten Rang in der Northwest Division und sorgten somit für einen neuen Punkterekord des Franchises. Die Mannschaft verfügte zudem mit dem Torwart Niklas Bäckström über einen starken Schlussmann, der die beste Fangquote aufwies und mit dem Roger Crozier Saving Grace Award ausgezeichnet wurde. Zusammen mit seinem damaligen Teamkollegen Manny Fernandez erhielt er zudem auch die William M. Jennings Trophy für die wenigsten Gegentore. In der ersten Playoff-Runde unterlagen die Wild in fünf Spielen gegen den späteren Stanley-Cup-Sieger Anaheim Ducks. Dabei gewann die Mannschaft lediglich die vierte Begegnung mit 4:1.
In der folgenden Spielzeit stellte Marián Gáborík neue Franchise-Rekorde auf, als er in 77 Partien mit 42 Toren und 41 Assists insgesamt 83 Punkte erzielte und somit den bisherigen Rekord von Brian Rolston übertraf, der in der Saison 2005/06 eine Bilanz von 79 Punkten erreichte. Nur wenige namhafte Spieler wie Éric Bélanger, Sean Hill und Todd Fedoruk wurden unter Vertrag genommen, von denen sich nur Bélanger als längerfristige Verstärkung erwies. Die Mannschaft erspielte sich in der Saison 2007/08 insgesamt 98 Punkte und gewann erstmals in der Geschichte die Northwest Division mit drei Zählern Vorsprung vor der Colorado Avalanche. Die erste Runde der Play-offs gegen die Avalanche begann ausgeglichen und drei Begegnungen endeten in der Overtime, ehe Colorado die Serie nach sechs Spielen für sich entschied. Dadurch scheiterten die Minnesota Wild erneut in der ersten Runde.
Zur Saison 2008/09 verpflichteten die Wild mit Marc-André Bergeron, Andrew Brunette, Owen Nolan und Marek Židlický mehrere erfahrene Akteure, die alle zu wichtigen Stützen der Mannschaft wurden. Dennoch folgte wieder ein Rückschritt, mit 89 Punkten verfehlte das Team die Qualifikation für die Endrunde. Der bisherige Cheftrainer Jacques Lemaire trat nach neun Jahren von seinem Amt zurück und der Vertrag von Manager Doug Risebrough wurde nicht verlängert.

### Neuanfang nach der Lemaire-Risebrough-Ära (seit 2009)
Auf den vakanten Positionen wurden der US-Amerikaner Todd Richards und der Kanadier Chuck Fletcher als Nachfolger eingesetzt. Richards, der in der Vorsaison beim Ligaprimus San Jose Sharks als Assistent gearbeitet hatte, übernahm als erst zweiter Cheftrainer der Wild die Geschicke hinter der Bande. Fletcher bekleidete den Posten des General Managers.
In der Spielzeit 2009/10 sorgten die Wild erneut vor allem abseits des Spielbetriebs für Aufsehen, als mit Cam Barker, Shane Hnidy, Martin Havlát und Petr Sýkora erneut gewichtige Neuzugänge präsentiert wurden. Doch auch die Spielzeit 2009/10 war nicht von Erfolg gekrönt; die Play-offs fanden zum zweiten Mal in Folge ohne Minnesota statt.

## Spielstätten

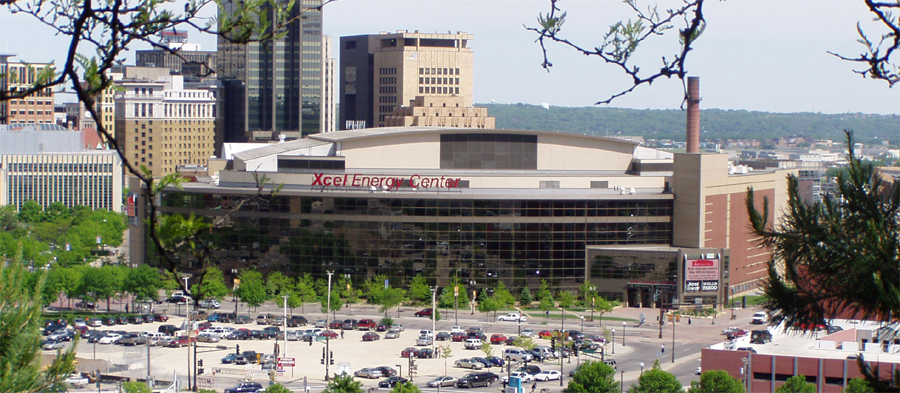
Der Xcel Energy Center, die aktuelle Spielstätte

Die Wild tragen ihre Heimspiele seit 2000 im Xcel Energy Center, einer 18.064 Zuschauer fassenden Multifunktionsarena, aus. Den besten Besuch gab es, als die Wild Gastgeber des NHL All-Star Games waren. Hier wurde mit 19.434 ein Besucherrekord aufgestellt. Die Halle befindet sich im Besitz der Stadt Saint Paul. 1999 kaufte der Energieversorger Xcel Energy die Namensrechte an der Arena, diese gelten noch bis 2024. Das Unternehmen zahlt für die gesamte Dauer von 25 Jahren 75 Millionen US-Dollar.
Als bis 1994 die Minnesota North Stars in der Region spielten, war das Met Center deren Heimat. Vor dem Abriss wurde die Anzeigetafel der Halle eingelagert. Diese wurde später im Xcel Energy Center erneut installiert und ist damit eines der wenigen Dinge, die bei den Wild an die North Stars erinnern sollen.

## Farmteams
| Saison          | Farmteam              | Liga |
| 2000/01         | Cleveland Lumberjacks | IHL  |
| 2000/01         | Jackson Bandits       | ECHL |
| 2001/02–2004/05 | Louisiana IceGators   | ECHL |
| 2001/02–2012/13 | Houston Aeros         | AHL  |
| 2005/06–2008/09 | Texas Wildcatters     | ECHL |
| 2006/07–2007/08 | Austin Ice Bats       | CHL  |
| 2009/10         | Johnstown Chiefs      | ECHL |
| 2010/11–2011/12 | Bakersfield Condors   | ECHL |
| 2012/13         | Orlando Solar Bears   | ECHL |
| 2013/14–2016/17 | Quad City Mallards    | ECHL |
| seit 2013/14    | Iowa Wild             | AHL  |
| 2014/15         | Alaska Aces           | ECHL |
| 2017/18         | Rapid City Rush       | ECHL |
| 2018/19–2020/21 | Allen Americans       | ECHL |
| seit 2021/22    | Iowa Heartlanders     | ECHL |

Wie alle NHL-Teams unterhalten auch Minnesota Wild mehrere Farmteams in unterklassigen Ligen. Die wichtigste und beste Talentschmiede besitzen die Wild seit Beginn der Saison 2013/14 in Des Moines im US-Bundesstaat Iowa, wo die Iowa Wild in der American Hockey League spielen. Die American Hockey League ist als Minor League der Klasse AAA und somit der höchstmöglichen Stufe unterhalb der NHL deklariert. Neben dem AHL-Klub arbeiten die Wild noch seit Beginn der Saison 2021/22 mit den Iowa Heartlanders zusammen.

## Besitzer
Seit dem 10. Januar 2008 wurde verkündet, dass die Minnesota Wild an Craig Leipold, der bis Ende 2007 Inhaber der Nashville Predators war, verkauft werden sollen. Derzeit ist das Franchise noch in Besitz der Minnesota Sports & Entertainment, einer Gruppierung um Bob Naegele Jr. von der Naegele Sports, LLC. Die Gruppe betreibt neben dem NHL-Team auch das Lacrosse Team der Minnesota Swarm und den Xcel Energy Center, das Saint Paul RiverCentre und das Roy Wilkins Auditorium.

## Erfolge und Ehrungen

### Sportliche Erfolge
| Division Championships | Saison  |
| Northwest Division     | 2007/08 |

Den bisher einzigen Erfolg feierten die Minnesota Wild mit dem Gewinn des Titels der Northwest Division am Ende der NHL 2007/08.
Des Weiteren konnten die Wild in der Spielzeit 2002/03, als im dritten Jahr die erstmalige Qualifikation für die Playoffs gelang, bis ins Finale der Western Conference vordringen. Sie verpassten dabei nur knapp den Gewinn der Clarence S. Campbell Bowl und den damit verbundenen Einzug in die Finalserie um den Stanley Cup. Auf dem Weg dorthin hatten die Wild in den ersten beiden Runden die Colorado Avalanche und Vancouver Canucks in jeweils sieben Spielen ausgeschaltet, obwohl sie in beiden Serien zwischenzeitlich schon nach Spielen mit 1:3 hinten gelegen hatten. Dies war zuvor keinem Team in der NHL-Geschichte gelungen. Im Finale der Western Conference scheiterte das Team schließlich deutlich an den Mighty Ducks of Anaheim, deren Torhüter Jean-Sébastien Giguère in den vier Spielen nur einmal überwunden werden konnte.

### NHL Awards und All-Star Team-Nominierungen
| Auszeichnung                     | Name                                                 | Saison                  |
| Bill Masterton Memorial Trophy   | Josh Harding Devan Dubnyk                            | 2012/13 2014/15         |
| Calder Memorial Trophy           | Kirill Kaprisow                                      | 2020/21                 |
| Jack Adams Award                 | Jacques Lemaire                                      | 2002/03                 |
| King Clancy Memorial Trophy      | Jason Zucker Matt Dumba                              | 2018/19 2019/20         |
| Roger Crozier Saving Grace Award | Dwayne Roloson Niklas Bäckström                      | 2003/04 2006/07         |
| William M. Jennings Trophy       | Niklas Bäckström Manny Fernandez                     | 2006/07                 |
| All-Rookie Team                  | Jonas Brodin Kirill Kaprisow Brock Faber Marco Rossi | 2012/13 2020/21 2023/24 |
| First All-Star Team              | Ryan Suter                                           | 2012/13                 |
| Second All-Star Team             | Devan Dubnyk                                         | 2014/15                 |

Seit der Gründung des Franchises gelang es mehreren Spielern und einem Trainer der Minnesota Wild einen der individuellen NHL Awards zu gewinnen.
Nach dem Erreichen der Playoffs in der Saison 2002/03, in denen das Team überraschend bis in Conference-Finale vordringen konnte, wurde Jacques Lemaire als bester Trainer der NHL mit dem Jack Adams Award ausgezeichnet und war damit die erste im Franchise tätige Person, die eine individuelle Auszeichnung erhalten hatte. 2003/04 war Torhüter Dwayne Roloson der erste Spieler, dem eine NHL-Auszeichnung zuteilwurde, nachdem er die beste Fangquote in der Liga erreicht hatte. Drei Saisonen später gewann das Duo Niklas Bäckström und Manny Fernandez ebenfalls den Roger Crozier Saving Grace Award. Bäckström erhielt zudem die Ehrung für die beste Fangquote aller Torhüter.

### NHL All-Star Game-Nominierungen
| Jahr | Name                                      |
| 2002 | Marián Gáborík*                           |
| 2003 | Marián Gáborík Nick Schultz*              |
| 2004 | Dwayne Roloson Filip Kuba                 |
| 2007 | Brian Rolston                             |
| 2008 | Marián Gáborík                            |
| 2009 | Niklas Bäckström                          |
| 2011 | Brent Burns Martin Havlát                 |
| 2012 | Mikko Koivu Nick Johnson**                |
| 2015 | Ryan Suter                                |
| 2016 | Devan Dubnyk                              |
| 2017 | Ryan Suter Devan Dubnyk Bruce Boudreau*** |
| 2018 | Eric Staal                                |
| 2019 | Devan Dubnyk                              |
| 2020 | Eric Staal                                |
| 2022 | Kirill Kaprisow Cam Talbot                |
| 2023 | Kirill Kaprisow                           |
| 2024 | Kirill Kaprisow                           |

* Teilnahme am YoungStars Game

** Teilnahme an der Skills Competition

*** Teilnahme als Trainer
Marián Gáborík war 2003 der erste Spieler der Wild, beim NHL All-Star Game und erzielte dabei auch ein Tor. Ein Jahr zuvor hatte er bereits am YoungStars Game teilgenommen. Für das 54. National Hockey League All-Star Game war Minnesota 2004 Gastgeber und stellte erstmals zwei Spieler. Besonders erfolgreich war Brian Rolston, der 2007 zwei Tore und zwei Vorlagen verbuchte. 2008 kam Gáborík zu seinem zweiten Einsatz beim All-Star Game und traf erneut. Drei Jahre später war neben Verteidiger Brent Burns auch der Tscheche Martin Havlát nominiert, die beide im Team Lidström spielten. Havlát war in diesem Spiel mit drei Torvorlagen erfolgreich.

### Saisonstatistik
Abkürzungen: GP = Spiele, W = Siege, L = Niederlagen, T = Unentschieden, OTL = Niederlagen nach Overtime bzw. Shootout, Pts = Punkte, GF = Erzielte Tore, GA = Gegentore
| Saison   | GP   | W   | L   | T  | OTL | Pts  | GF   | GA   | Platz                  | Playoffs |
| 2000/01  | 82   | 25  | 39  | 13 | 5   | 68   | 168  | 210  | 5., Northwest Division | nicht qualifiziert |
| 2001/02  | 82   | 26  | 35  | 12 | 9   | 73   | 195  | 238  | 5., Northwest Division | nicht qualifiziert |
| 2002/03  | 82   | 42  | 29  | 10 | 1   | 95   | 198  | 178  | 3., Northwest Division | Sieg im Conference-Viertelfinale, 4:3 (Colorado) Sieg im Conference-Halbfinale, 4:3 (Vancouver) Niederlage im Conference-Finale, 0:4 (Anaheim) |
| 2003/04  | 82   | 30  | 29  | 20 | 3   | 83   | 188  | 183  | 5., Northwest Division | nicht qualifiziert |
| 2004/051 | —    | —   | —   | —  | —   | —    | —    | —    | —                      | — |
| 2005/06  | 82   | 38  | 36  | —  | 8   | 84   | 231  | 215  | 5., Northwest Division | nicht qualifiziert |
| 2006/07  | 82   | 48  | 26  | —  | 8   | 104  | 235  | 191  | 2., Northwest Division | Niederlage im Conference-Viertelfinale, 1:4 (Anaheim)                                                                                          |
| 2007/08  | 82   | 44  | 28  | —  | 10  | 98   | 223  | 218  | 1., Northwest Division | Niederlage im Conference-Viertelfinale, 2:4 (Colorado)                                                                                         |
| 2008/09  | 82   | 40  | 33  | —  | 9   | 89   | 219  | 200  | 3., Northwest Division | nicht qualifiziert |
| 2009/10  | 82   | 38  | 36  | —  | 8   | 84   | 219  | 246  | 4., Northwest Division | nicht qualifiziert |
| 2010/11  | 82   | 39  | 35  | —  | 8   | 86   | 206  | 233  | 3., Northwest Division | nicht qualifiziert |
| 2011/12  | 82   | 35  | 36  | —  | 11  | 81   | 177  | 226  | 3., Northwest Division | nicht qualifiziert |
| 2012/132 | 48   | 26  | 19  | —  | 3   | 55   | 122  | 127  | 2., Northwest Division | Niederlage im Conference-Viertelfinale, 1:4 (Chicago)                                                                                          |
| 2013/14  | 82   | 43  | 27  | —  | 12  | 98   | 207  | 206  | 4., Central Division   | Sieg im Conference-Viertelfinale, 4:3 (Colorado) Niederlage im Conference-Halbfinale, 2:4 (Chicago)                                            |
| 2014/15  | 82   | 46  | 28  | —  | 8   | 100  | 231  | 201  | 4., Central Division   | Sieg im Conference-Viertelfinale, 4:2 (St. Louis) Niederlage im Conference-Halbfinale, 0:4 (Chicago)                                           |
| 2015/16  | 82   | 38  | 33  | —  | 11  | 87   | 213  | 204  | 5., Central Division   | Niederlage im Conference-Viertelfinale, 2:4 (Dallas)                                                                                           |
| 2016/17  | 82   | 49  | 25  | —  | 8   | 106  | 263  | 206  | 2., Central Division   | Niederlage im Conference-Viertelfinale, 1:4 (St. Louis)                                                                                        |
| 2017/18  | 82   | 45  | 26  | —  | 11  | 101  | 250  | 229  | 3., Central Division   | Niederlage im Conference-Viertelfinale, 1:4 (Winnipeg)                                                                                         |
| 2018/19  | 82   | 37  | 36  | —  | 9   | 83   | 210  | 233  | 7., Central Division   | nicht qualifiziert |
| 2019/203 | 69   | 35  | 27  | —  | 7   | 77   | 218  | 217  | 6., Central Division   | Niederlage in der Qualifizierungsrunde, 1:3 (Vancouver)                                                                                        |
| 2020/213 | 56   | 35  | 16  | —  | 5   | 75   | 180  | 159  | 3., West Division      | Niederlage in der ersten Runde, 3:4 (Vegas) |
| 2021/22  | 82   | 53  | 22  | —  | 7   | 113  | 305  | 249  | 2., Central Division   | Niederlage im Conference-Viertelfinale, 2:4 (St. Louis)                                                                                        |
| 2022/23  | 82   | 46  | 25  | —  | 11  | 103  | 239  | 219  | 3., Central Division   | Niederlage im Conference-Viertelfinale, 2:4 (Dallas)                                                                                           |
| 2023/24  | 82   | 39  | 34  | —  | 9   | 87   | 248  | 260  | 6., Central Division   | nicht qualifiziert |
| 2024/25  | 82   | 45  | 30  | —  | 7   | 97   | 225  | 236  | 4., Central Division   | Niederlage im Conference-Viertelfinale, 2:4 (Vegas)                                                                                            |
| Gesamt   | 1895 | 942 | 710 | 55 | 188 | 2127 | 4939 | 5058 |                        | 14 Playoff-Teilnahmen 18 Serien: 4 Siege, 14 Niederlagen 102 Spiele: 36 Siege, 66 Niederlagen                                                  |

1 Saison wegen des NHL-Lockout 2004/05 ausgefallen
2 Saison wegen des NHL-Lockout 2012/13 verkürzt
3 Saison wegen der COVID-19-Pandemie verkürzt

### Franchiserekorde
Im Folgenden werden ausgewählte Spielerrekorde des Franchise sowohl über die gesamte Karriere als auch über einzelne Spielzeiten aufgeführt.

#### Karriere
|                                   | Name             | Anzahl                                      |
| Meiste Spiele                     | Mikko Koivu      | 1028 (in 15 Spielzeiten)                    |
| Meiste aufeinanderfolgende Spiele | Charlie Coyle    | 316 (1. November 2013 bis 12. Oktober 2018) |
| Meiste Tore                       | Marián Gáborík   | 219                                         |
| Meiste Vorlagen                   | Mikko Koivu      | 504                                         |
| Meiste Punkte                     | Mikko Koivu      | 709 (205 Tore + 504 Vorlagen)               |
| Meiste Strafminuten               | Matt Johnson     | 698                                         |
| Meiste Shutouts                   | Niklas Bäckström | 28                                          |

#### Saison
|                               | Name            | Anzahl                                              | Saison          |
| Meiste Tore                   | Kirill Kaprisow | 47                                                  | 2021/22         |
| Meiste Vorlagen               | Kirill Kaprisow | 61                                                  | 2021/22         |
| Meiste Punkte                 | Kirill Kaprisow | 108 (47 Tore + 61 Vorlagen)                         | 2021/22         |
| Meiste Punkte als Rookie      | Kirill Kaprisow | 51 (27 Tore + 24 Vorlagen)                          | 2020/21         |
| Meiste Punkte als Verteidiger | Ryan Suter      | 51 (8 Tore + 43 Vorlagen) 51 (6 Tore + 45 Vorlagen) | 2015/16 2017/18 |
| Meiste Strafminuten           | Matt Johnson    | 201                                                 | 2002/03         |
| Meiste Siege als Torhüter     | Devan Dubnyk    | 40                                                  | 2016/17         |

## Trainer
| Name            | Saison            | Reguläre Saison | Reguläre Saison | Reguläre Saison | Reguläre Saison | Reguläre Saison | Reguläre Saison | Reguläre Saison | Playoffs | Playoffs | Playoffs |
| Name            | Saison            | GC              | W               | L               | T               | OTL             | Pts             | Pts %           | GC       | W        | L        |
| Jacques Lemaire | 2000/01–2008/09   | 656             | 293             | 255             | 55              | 53              | 694             | .529            | 23       | 9        | 14       |
| Todd Richards   | 2009/10–2010/11   | 164             | 77              | 71              | –               | 16              | 170             | .518            | –        | –        | –        |
| Mike Yeo        | 2011/12–2015/16*  | 349             | 173             | 132             | –               | 44              | 390             | .559            | 28       | 11       | 17       |
| John Torchetti  | 2015/16           | 27              | 15              | 11              | –               | 1               | 31              | .574            | 6        | 2        | 4        |
| Bruce Boudreau  | 2016/17–2019/20*  | 303             | 158             | 110             | –               | 35              | 351             | .579            | 10       | 2        | 8        |
| Dean Evason     | 2019/20*–2023/24* | 251             | 147             | 77              | –               | 27              | 321             | .639            | 23       | 8        | 15       |
| John Hynes      | seit 2023/24*     | 145             | 79              | 54              | –               | 12              | 170             | .586            | 6        | 2        | 4        |

Fast das gesamte Jahrzehnt seit der Premierensaison 2000/01 war der Kanadier Jacques Lemaire im Franchise tätig. Während seiner Amtszeit führte er die Wild drei Mal in acht Spielzeiten in die Playoffs und beendete mit Ausnahme der ersten beiden Spieljahre die Saison jeweils mit einer positiven Bilanz. Am Ende der Saison 2002/03 erhielt Lemaire nach dem Erreichen des Finales der Western Conference sowie einer Verbesserung des Punkterekordes in der regulären Saison um 22 Punkte den Jack Adams Award als bester Trainer der gesamten Spielzeit. Nachdem die Mannschaft in der Saison 2008/09 knapp die Playoffs verpasst hatte, entschied sich Lemaire von seinem Amt zurückzutreten. Als zweiter Cheftrainer der Franchise-Geschichte verpflichteten die Minnesota Wild den ehemaligen Eishockeyspieler Todd Richards. Dieser blieb zwei Spielzeiten im Amt, bevor er aufgrund der sportlichen Stagnation im April 2011 entlassen wurde. Rund zwei Monate später wurde Mike Yeo, der zuvor Cheftrainer bei den Houston Aeros – das Farmteam der Minnesota Wild – gewesen war, als Nachfolger engagiert.
Yeo führte die Wild von 2013 bis 2015 drei Mal in Folge in die Playoffs, ehe er im Februar 2016 entlassen und durch Interimstrainer John Torchetti ersetzt wurde. Zu diesem Zeitpunkt verließ Yeo das Franchise mit der höchsten durchschnittlichen Punktquote von 55,9 %. Unter Torchetti erreichte das Team noch die Playoffs, scheiterte dort jedoch in der ersten Runde. Nach Ende der Saison wurde Bruce Boudreau als neuer Cheftrainer vorgestellt, der erst kurz zuvor von den Anaheim Ducks entlassen worden war. Auch unter Boudreau scheiterten die Wild zweimal in Folge in der ersten Playoff-Runde, ehe die post-season in der Spielzeit 2018/19 erstmals seit sechs Jahren komplett verpasst wurde. Nach weiterhin durchwachsenen Leistungen trennte sich das Team im Februar 2020 von ihm, während sein bisheriger Assistent Dean Evason die Nachfolge auf Interimsbasis antrat. Im Sommer 2020 erhielt dieser einen festen Zweijahresvertrag, bevor er nach einem schwachen Start in die Saison 2023/24 entlassen und durch John Hynes ersetzt wurde.

## General Manager
| Name            | Saison          |
| Doug Risebrough | 2000/01–2008/09 |
| Chuck Fletcher  | 2009/10–2017/18 |
| Paul Fenton     | 2018/19         |
| Bill Guerin     | seit 2019/20    |

Ähnlich wie auf der Trainerposition war auch die Position des General Managers seit der Premierensaison 2000/01 für neun Spielzeiten mit dem Kanadier Doug Risebrough besetzt. Kurz nach dem Ende der Saison 2008/09 entschied sich die Klubführung seinen auslaufenden Vertrag nicht zu verlängern. Daraufhin wurde am 21. Mai 2009 Chuck Fletcher, der Sohn von Cliff Fletcher, zum neuen General Manager ernannt. Fletcher führte das Team acht Jahre lang, in denen die Wild sechs Mal die Playoffs erreichten, dort jedoch regelmäßig frühzeitig scheiterten. Nach der Saison 2017/18 wurde sein auslaufender Vertrag nicht verlängert. Seine Nachfolge trat Paul Fenton an, der jedoch nach seiner ersten Spielzeit direkt wieder entlassen wurde und durch Bill Guerin ersetzt wurde.

## Spieler

### Kader der Saison 2024/25
Stand: Ende der Saison 2024/25
| Nr. | Nat.               | Spieler             | Pos. | Geburtsdatum       | in Org. seit | Geburtsort                              |
| --- | ------------------ | ------------------- | ---- | ------------------ | ------------ | --------------------------------------- |
| 32  | Schweden           | Filip Gustavsson    | G    | 7. Juni 1998       | 2022         | Skellefteå, Schweden                    |
| 30  | Schweden           | Jesper Wallstedt    | G    | 14. November 2002  | 2022         | Västerås, Schweden                      |
| 24  | Vereinigte Staaten | Zach Bogosian       | D    | 15. Juli 1990      | 2023         | Massena, New York, USA                  |
| 25  | Schweden           | Jonas Brodin        | D    | 12. Juli 1993      | 2011         | Karlstad, Schweden                      |
| 47  | Kanada             | Declan Chisholm     | D    | 12. Januar 2000    | 2024         | Bowmanville, Ontario, Kanada            |
| 7   | Vereinigte Staaten | Brock Faber         | D    | 22. August 2002    | 2023         | Maple Grove, Minnesota, USA             |
| 4   | Vereinigte Staaten | Jon Merrill         | D    | 3. Februar 1992    | 2021         | Oklahoma City, Oklahoma, USA            |
| 5   | Kanada             | Jacob Middleton     | D    | 2. Januar 1996     | 2022         | Stratford, Ontario, Kanada              |
| 46  | Kanada             | Jared Spurgeon – C  | D    | 29. November 1989  | 2010         | Edmonton, Alberta, Kanada               |
| 12  | Vereinigte Staaten | Matthew Boldy       | LW   | 5. April 2001      | 2021         | Milford, Massachusetts, USA             |
| 72  | Vereinigte Staaten | Travis Boyd         | C    | 14. September 1993 | 2024         | Hopkins, Minnesota, USA                 |
| 15  | Kanada             | Justin Brazeau      | RW   | 2. Februar 1998    | 2025         | New Liskeard, Ontario, Kanada           |
| 14  | Schweden           | Joel Eriksson Ek    | C    | 29. Januar 1997    | 2015         | Karlstad, Schweden                      |
| 17  |                    | Marcus Foligno – A  | LW   | 10. August 1991    | 2017         | Buffalo, New York, USA                  |
| 89  | Kanada             | Frédérick Gaudreau  | C    | 1. Mai 1993        | 2021         | Granby, Québec, Kanada                  |
| 38  | Vereinigte Staaten | Ryan Hartman        | RW   | 20. September 1994 | 2019         | Hilton Head Island, South Carolina, USA |
| 90  | Schweden           | Marcus Johansson    | C    | 6. Oktober 1990    | 2023         | Landskrona, Schweden                    |
| 97  | Russland           | Kirill Kaprisow – A | LW   | 26. April 1997     | 2020         | Nowokusnezk, Russland                   |
| 41  | Schweden           | Gustav Nyquist      | RW   | 1. September 1989  | 2025         | Halmstad, Schweden                      |
| 23  | Osterreich         | Marco Rossi         | C    | 23. September 2001 | 2020         | Feldkirch, Österreich                   |
| 13  | Russland           | Jakow Trenin        | C    | 13. Januar 1997    | 2024         | Tscheljabinsk, Russland                 |
| 36  | Norwegen           | Mats Zuccarello     | RW   | 1. September 1987  | 2019         | Oslo, Norwegen                          |

### Mannschaftskapitäne
Die Vergabe des Kapitänsamtes unterlag im Franchise der Minnesota Wild seit Aufnahme des Spielbetriebs in der Saison 2000/01 bis zum Ende der Saison 2008/09 einem monatlichen Rotationssystem. Zum Beginn der Spielzeit 2009/10 wurde erstmals ein permanenter Kapitän bestimmt.
| Saison          | Monat                            | Monat                            | Monat                            | Monat                            | Monat                            | Monat                            | Monat                            | Playoffs                         |
| Saison          | Oktober                          | November                         | Dezember                         | Januar                           | Februar                          | März                             | April                            | Playoffs                         |
| --------------- | -------------------------------- | -------------------------------- | -------------------------------- | -------------------------------- | -------------------------------- | -------------------------------- | -------------------------------- | -------------------------------- |
| 2000/01         | Sean O’Donnell                   | Scott Pellerin                   | Wes Walz                         | Brad Bombardir                   | Brad Bombardir                   | Darby Hendrickson                | Darby Hendrickson                | –                                |
| 2001/02         | Jim Dowd                         | Filip Kuba                       | Brad Brown                       | Brad Brown                       | Andrew Brunette                  | Andrew Brunette                  | Andrew Brunette                  | –                                |
| 2002/03         | Brad Bombardir                   | Brad Bombardir                   | Matt Johnson                     | Sergejs Žoltoks                  | Brad Bombardir                   | Brad Bombardir                   | Brad Bombardir                   | Brad Bombardir                   |
| 2003/04         | Brad Brown                       | Andrew Brunette                  | Richard Park                     | Brad Bombardir                   | Jim Dowd                         | Andrew Brunette                  | Andrew Brunette                  | –                                |
| 2004/05         | kein Kapitän während des Lockout | kein Kapitän während des Lockout | kein Kapitän während des Lockout | kein Kapitän während des Lockout | kein Kapitän während des Lockout | kein Kapitän während des Lockout | kein Kapitän während des Lockout | kein Kapitän während des Lockout |
| 2005/06         | Alex Henry                       | Filip Kuba                       | Willie Mitchell                  | Willie Mitchell                  | Brian Rolston                    | Wes Walz                         | Wes Walz                         | –                                |
| 2006/07         | Brian Rolston                    | Brian Rolston                    | Keith Carney                     | Brian Rolston                    | Mark Parrish                     | Mark Parrish                     | Mark Parrish                     | Mark Parrish                     |
| 2007/08         | Pavol Demitra                    | Brian Rolston                    | Mark Parrish                     | Nick Schultz                     | Mikko Koivu                      | Marián Gáborík                   | Marián Gáborík                   | Marián Gáborík                   |
| 2008/09         | Mikko Koivu                      | Mikko Koivu                      | Kim Johnsson                     | Mikko Koivu                      | Andrew Brunette                  | Mikko Koivu                      | Mikko Koivu                      | –                                |
| 2009/10–2019/20 | Mikko Koivu                      | Mikko Koivu                      | Mikko Koivu                      | Mikko Koivu                      | Mikko Koivu                      | Mikko Koivu                      | Mikko Koivu                      | Mikko Koivu                      |
| seit 2020/21    | Jared Spurgeon                   | Jared Spurgeon                   | Jared Spurgeon                   | Jared Spurgeon                   | Jared Spurgeon                   | Jared Spurgeon                   | Jared Spurgeon                   | Jared Spurgeon                   |

Mit vier Berufungen zum Kapitän erhielten Brad Bombardir zwischen Januar 2001 und Januar 2004, Brian Rolston zwischen Februar 2006 und November 2007 sowie Mikko Koivu zwischen Februar 2008 und April 2009 die meisten aller Spieler. Insgesamt bekleidete Bombardir das Amt mit acht Monaten in der regulären Saison sowie in den Playoffs 2003 am längsten.
Zum Beginn der Saison 2009/10 ernannten die Wild mit Mikko Koivu erstmals in ihrer Franchise-Geschichte einen permanenten Träger des „C“ für die gesamte Spielzeit. Dieses Amt hatte er inne, bis er das Team nach der Saison 2019/20 verließ. Seine Nachfolge trat im Januar 2021 Jared Spurgeon an.

### Mitglieder der Hockey Hall of Fame
Als bisher einzige Person aus dem Franchise der Minnesota Wild ist Cheftrainer Jacques Lemaire in die Hockey Hall of Fame in Toronto induktiert worden. Dies geschah bereits 1985 und somit etwa zwölf Jahre vor der Gründung des Franchise.
| Name            | Aufnahmedatum | Position |
| Jacques Lemaire | 1985          | Trainer  |

### Gesperrte Trikotnummern
In ihrer Franchisegeschichte haben die Minnesota Wild bisher zwei Nummern gesperrt. Die Nummer 1 wird seit der Heimspielpremiere der Franchise am 12. Oktober 2000 nicht mehr vergeben, da sie den Fans der Mannschaft gewidmet ist. Am 13. März 2022 wurde die Nummer 9 von Mikko Koivu gesperrt. Zudem ist die berühmte 99 des Kanadiers Wayne Gretzky ligaweit seit dem 6. Februar 2000 gesperrt und wird somit nicht mehr an einen Spieler vergeben.
| Nr. | Name                | Sperrungsdatum             |
| 1   | Minnesota Wild Fans | 12. Oktober 2000           |
| 9   | Mikko Koivu         | 13. März 2022              |
| 99  | Wayne Gretzky       | 6. Februar 2000 (ligaweit) |

### Erstrunden-Wahlrechte im NHL Entry Draft
| Name                 | Jahr | Draft-Position |
| Marián Gáborík       | 2000 | 3.             |
| Mikko Koivu          | 2001 | 6.             |
| Pierre-Marc Bouchard | 2002 | 8.             |
| Brent Burns          | 2003 | 20.            |
| A. J. Thelen         | 2004 | 12.            |
| Benoît Pouliot       | 2005 | 4.             |
| James Sheppard       | 2006 | 9.             |
| Colton Gillies       | 2007 | 16.            |
| Tyler Cuma           | 2008 | 23.            |
| Nick Leddy           | 2009 | 16.            |
| Mikael Granlund      | 2010 | 9.             |
| Jonas Brodin         | 2011 | 10.            |
| Zack Phillips        | 2011 | 28.            |

| Name             | Jahr | Draft-Position |
| Matt Dumba       | 2012 | 7.             |
| Alex Tuch        | 2014 | 18.            |
| Joel Eriksson Ek | 2015 | 20.            |
| Luke Kunin       | 2016 | 15.            |
| Filip Johansson  | 2018 | 24.            |
| Matthew Boldy    | 2019 | 12.            |
| Marco Rossi      | 2020 | 9.             |
| Jesper Wallstedt | 2021 | 20.            |
| Carson Lambos    | 2021 | 26.            |
| Liam Öhgren      | 2022 | 19.            |
| Danila Jurow     | 2022 | 24.            |
| Charlie Stramel  | 2023 | 21.            |
| Zeev Buium       | 2024 | 12.            |

Seit 2000 hatten die Wild 26 Draftrechte in der ersten Runde des NHL Entry Drafts, davon neun Stück unter den ersten zehn des jeweiligen Jahrgangs.

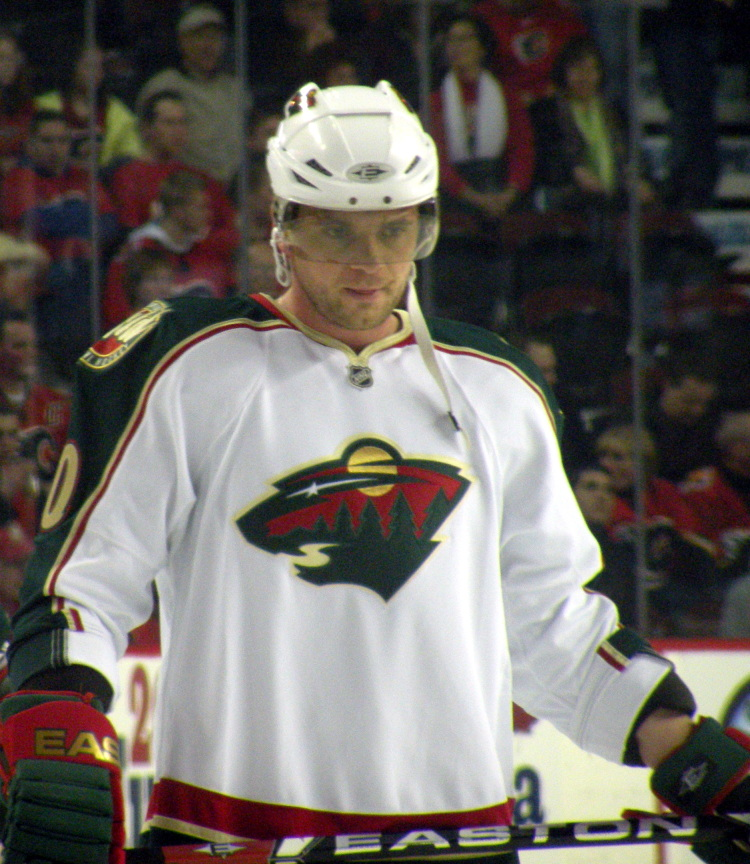
Marián Gáborík war der erste Draftpick der Franchise-Geschichte

Dreimal, in den Entry Drafts 2011, 2021 und 2022, konnte das Team aus dem US-Bundesstaat Minnesota zwei Spieler in der ersten Runde auswählen.
2000 wählten die Wild Marián Gáborík als ihren ersten Draft-Pick, welcher sich sofort im NHL-Kader etablierte und sich zum bisher torgefährlichsten Spieler der Franchise-Geschichte entwickelte. Gáborík wurde als Gesamtdritter ausgewählt und ist seither der früheste Draftpick in der Historie der Wild. Ľubomír Sekeráš (2000, 232.) und Derek Boogaard (2001, 202.) wurden an einer Draftposition über 200 ausgewählt und schafften den Sprung in den Kader der Wild.

### Franchise-Top-Punktesammler
Die zehn besten Punktesammler in der Geschichte des Franchise bis zum Ende der regulären Saison 2024/25 und der Playoffs 2025.
Abkürzungen: Pos = Position, GP = Spiele, G = Tore, A = Vorlagen, Pts = Punkte, P/G = Punkte pro Spiel
| Name                 | Pos | Saison          | GP   | G   | A   | Pts | P/G  |
| Mikko Koivu          | C   | 2005/06–2019/20 | 1028 | 205 | 504 | 709 | 0,69 |
| Marián Gáborík       | RW  | 2000/01–2008/09 | 502  | 219 | 218 | 437 | 0,87 |
| Jared Spurgeon       | D   | seit 2010/11    | 933  | 117 | 299 | 416 | 0,45 |
| Zach Parise          | LW  | 2012/13–2020/21 | 558  | 199 | 201 | 400 | 0,72 |
| Kirill Kaprisow      | LW  | seit 2020/21    | 319  | 185 | 201 | 386 | 1,21 |
| Ryan Suter           | D   | 2012/13–2020/21 | 656  | 55  | 314 | 369 | 0,56 |
| Pierre-Marc Bouchard | C   | 2002/03–2012/13 | 565  | 106 | 241 | 347 | 0,61 |
| Mats Zuccarello      | RW  | seit 2019/20    | 393  | 103 | 232 | 335 | 0,85 |
| Andrew Brunette      | LW  | 2001/02–2003/04 | 489  | 119 | 202 | 321 | 0,66 |
| Andrew Brunette      | LW  | 2008/09–2010/11 | 489  | 119 | 202 | 321 | 0,66 |
| Mikael Granlund      | C   | 2012/13–2018/19 | 461  | 93  | 224 | 317 | 0,69 |

| Name              | Pos | GP | G  | A  | Pts | P/G  |
| Zach Parise       | LW  | 44 | 16 | 21 | 37  | 0,84 |
| Jared Spurgeon    | D   | 73 | 9  | 21 | 30  | 0,41 |
| Mikko Koivu       | C   | 59 | 11 | 17 | 28  | 0,47 |
| Jason Pominville  | RW  | 36 | 9  | 14 | 23  | 0,64 |
| Marián Gáborík    | RW  | 29 | 12 | 10 | 22  | 0,76 |
| Kirill Kaprisow   | LW  | 25 | 15 | 6  | 21  | 0,84 |
| Mikael Granlund   | C   | 39 | 8  | 13 | 21  | 0,54 |
| Nino Niederreiter | RW  | 39 | 8  | 10 | 18  | 0,46 |
| Ryan Hartman      | RW  | 28 | 6  | 12 | 18  | 0,64 |
| Ryan Suter        | D   | 49 | 2  | 16 | 18  | 0,37 |